# Хинтлимита
Хинтлимита — бывшее село в Унцукульском районе Дагестана. Было затоплено при строительстве Ирганайской ГЭС.
В составе Унцукульского сельсовета с 1921 года.

## География
Село располагалось на р. Аварское Койсу (бассейн р. Сулак), в 10 км к северо-востоку от районного центра, села Унцукуль.

## Население
| 2010 | 2021 |
| ---- | ---- |
| 35   | ↗70  |